# Иван Бујна
Иван Бујна (словен. Ivan Bujna; Пукањец, 26. јул 1881 — Братислава, 23. јул 1949) је био словачки евангелистички свештеник и сениор, верски писац и национални радник.

## Биографија

### Образовање
Отац му је био Мартин Бујна, евангелистички свештеник а мајка Људмила (рођенa Холечи). Похађао је Евангелистичку гимназију у Банској Бистрици (1892-1894) и Банској Штјавњици (1894-1900). Tеологију је студирао у Братислави (1900—1904).

### Свештеник
Службу је почео као капелан свештеника Самуелa Валашекa у Мијави, након чега је постављен за капелан сениора Јана Лешка из Брезове. Године 1905. изабран је за свештеника у Нове Сади, где се оженио Аном, са којом је имао сина Владимира. Након смрти Карола Хрдличке изабран је за свештеника словачке евангелистичке заједнице у Надлаку, те је инсталиран 31. јануара 1909. од стране оца Мартина Бујне. По његовом доласку евангелистичка заједница у Надлаку бројала је око 7.300 чланова.

### Избор за сениора
Његова највећа заслуга је оснивање словачког сениората у оквиру бискупије Evangelische Landeskirche у Сибињу након Првог светског рата. Тиме су сви евангелистички Словаци у Румунији добили сопствену црквену организацију. Први синод Словачког сениората одржан је у Надлаку 31. јануара 1933, и том приликом за сениора је изабран Јан Кмећ, а за његовог заменика Иван Бујна. На четвртом синоду децембра 1935. Кмећ је поднео оставку из здравствених разлога, а на његово место долази Бујна. Све до маја 1948. остао је духовни поглавар словачких евангелиста у Румунији.
Организовао је аматерске позоришне представе и културне вечери. Основао је спортско друштво „Sokol”, био је члан удружења „Muzeálna spoločnosť” и на челу удружења „Slovenský ľudový kruh” (1914-1948).
Током Другог светског рата и кратке окупације Надлака од стране Хортијевих снага Бујна је избегао у Бузјаш. Након 1945. постао је велики заговорник репатријације, на коју се и сам одлучује, и у новембру 1947. се са супругом преселио у Братиславу.
Сахрањен је на гробљу Slávičie údolie у Братислави.

## Одликовања
Носилац је Ордена румунске звезде и Ордена румунске круне, као и чехословачког Ордена белог лава.